# 9. Infanterie-Division
9. Infanterie-Division var ett tyskt infanteriförband under andra världskriget.  Divisionen utplånades i augusti 1944 vid striderna i Rumänien.

## Befälhavare
- Generalleutnant Georg von Apell (1 sep 1939 - 1 aug 1940)
- General der Infanterie Erwin Vierow (1 aug 1940 - 1 jan 1941)
- Generalleutnant Siegmund von Schleinitz (1 jan 1941 - 20 aug 1943)
- Generalleutnant Friedrich Hofmann (20 aug 1943 - ? maj  1944)
- Oberst Otto-Hermann Brücker (? maj  1944 - 16 juni 1944)
- Oberst Werner Gebb (16 juni 1944 - ? aug 1944)

## Organisation
- 36. infanteriregementet
- 57. infanteriregementet
- 116. infanteriregementet
- 9. pansarjägarbataljonen
- 9. spaningsbataljonen
- 9. artilleriregement
- 45. artilleriregementet, en bataljon
- 9. fältreservbataljonen
- 9. signalbataljonen
- 9. pionjärbataljonen
- träng- och tygförband